# Камуфляжный паспорт
Камуфля́жный па́спорт — паспорт, выданный от имени несуществующей (как правило, переименованной или ранее существовавшей) страны, но при этом максимально похожий на реальный паспорт реального государства.

## Суть
От фальшивых паспортов их отличает то, что они не могут принадлежать реальным странам. Такие паспорта иногда печатаются на настоящих, но вышедших из употребления бланках. Камуфляжный паспорт может быть издан от имени прекратившего существование государства (например, Южный Вьетнам), от имени государства, которое поменяло своё название (например, Верхняя Вольта называется теперь Буркина-Фасо) или от имени реального государства, которое никогда не выдавало паспортов.
В большинстве стран мира использование камуфляжных паспортов незаконно, хотя с точки зрения некоторых законодательств это очень спорный вопрос, например такой паспорт может не подпадать под определение подделки, так как де-факто считается игрушкой или сувениром.
В США, Австралии и в некоторых странах Евросоюза использование такого документа тоже не всегда может являться преступлением.
Сам по себе такой документ не является вторым паспортом, в отличие от паспорта лица с двойным гражданством. Получить визу какого-либо государства по такому паспорту не удастся. Также могут возникнуть проблемы с законом при предъявлении камуфляжного паспорта внутри страны, хотя известны случаи, когда работники миграционных служб, не разобравшись, что к чему, принимали такой паспорт за настоящий и относились к нему соответственно.
В России, согласно ст. 327 п. 3 УК РФ, использование заведомо подложного документа наказывается арестом на срок до шести месяцев.

## Цель такого паспорта
Камуфляжный паспорт предназначен, прежде всего, для того, чтобы ввести в заблуждение сотрудника таможни, иммиграционной службы или полиции, заставив его поверить в то, что обладателем этого документа является человек из небольшой, но далекой страны, про которую такие незадачливые сотрудники вполне могли и не слышать. В случае разоблачения обмана такой паспорт можно просто выдать за сувенир.
Кроме того, камуфляжный паспорт может быть использован в ситуациях, которые связаны с высокой террористической угрозой, позволяя держателю этого документа показать, что он не является гражданином вражеской для террористов страны. Таким образом, камуфляжный паспорт как бы имитирует гражданство несуществующей страны, которая похожа на реальную, это отличает его от паспорта непризнанных стран, которые официально признают свои паспорта, в то время как камуфляжный паспорт изначально не имеет и не может иметь никакой силы и никем никогда официально не признается.

### Примеры
Обычно выбранные имена стран «выдачи» звучат правдоподобно или знакомо. Например:
- Британская Гвиана (ныне Гайана)
- Британские Гебриды (британские острова у западного побережья Шотландии, обычно известные как просто «Гебриды», на их территории действует только обычный паспорт Великобритании)
- Британский Гондурас (ныне Белиз)
- Британский Гонконг (бывшая колония Великобритании, а ныне Особый административный район Китая. Жителям Гонконга хоть и выдают особый Гонконгский паспорт, но только при наличии китайского гражданства и без префикса «британский», с паспортом «Британского Гонконга» он не имеет ничего общего. В некоторой мере похожий проект уже реализован на законном уровне, правительство Великобритании в 2021 году объявило, что все граждане Гонконга, обладающие паспортом «зарубежного британца» (BNO), смогут приехать в Британию и получить британское гражданство. Паспорта BNO выдавались гонконгцам, родившимся до передачи Гонконга Китаю в 1997 году. Такие паспорта признает Великобритания, но не признает Китай. Сам же «паспорт Британского Гонконга» не имеет с вышеупомянутым никакой связи, и его могут перепутать с паспортом BNO[3])
- Британская Вест-Индия (некогда бывшая британская территория, включавшая восемь колоний, ныне это часть ряда независимых стран)
- Бирма (ныне Мьянма)
- Цейлон (ныне Шри-Ланка)
- Голландская Гвиана (ныне Суринам)
- Восточное Самоа (ныне Американское Самоа, данные понятия легко перепутать, так как эти острова ныне — неинкорпорированная территория США, их жители по государственной принадлежности считаются американцами, но не являются гражданами США)
- Нидерландская Ост-Индия (ныне Индонезия)
- Голландские Тихоокеанские Острова (хотя Голландия и владела островами в Тихом океане, территории с именно таким название никогда не было)
- Новая Гранада (предположительно, означает испанскую колонию или республику Новая Гранада, существовавшую в 1831—1858 гг.; теперь это часть Колумбии и Панамы)
- Нейтральные тихоокеанские воды индонезийской юрисдикции острова Борнео (хотя часть острова Борнео действительно принадлежит Индонезии, отдельных паспортов там нет. Сами нейтральные воды не могут принадлежать ни одному из государств и соответственно не могут иметь своих паспортов)
- Родезия (непризнанное государство, существовавшее с 1965 по 1979 год и располагавшееся в южной Африке на территории колонии Южная Родезия и современного государства Зимбабве)
- Патагония (географический регион в южной части Южной Америки, никогда не выдавал свои паспорта, до конца XIX века был малонаселён и вообще никому не принадлежал, ныне же это часть Аргентины и Чили)
- Испанская Гвинея (ныне Экваториальная Гвинея)
- Занзибар (само слово Занзибар имеет много значений, это: архипелаг в восточной Африке, город на одноимённом острове, государство-султанат, существовавшее в XIX веке, протекторат Великобритании, существовавший с 1890 до 1963 года, независимое государство, существовавшее с 1963 до 1964 года, ныне же это — часть Танзании)

### Случаи использования
Житель Санкт-Петербурга, капитан дальнего плавания Валерией Суханов длительное время выдавал себя за представителя Королевства ASPI, продавая документы королевства приезжим.
Лжеконсульство ASPI работало в Санкт-Петербурге почти три года, пока его деятельность в 2018 году не была пресечена полицией, а сам Валерий Суханов был задержан полицией за мошенничество, так как такого государства попросту не существует.
Королевство, по словам Суханова, расположено на острове Бирни, который является частью архипелага Феникс в Тихом океане. Сам остров реально существует, длительное время он переходил из рук в руки и арендовался разными торговыми компаниями, но сейчас находится в юрисдикции Кирибати. В прочем, некогда состоялась маргинальная попытка провозгласить суверенное королевство ASPI, где люди со всего мира смогут получить выгодное гражданство, но дальше слов дело не зашло. Всё это вместе может запутать любого непосвящённого человека, чем, скорее всего, и воспользовался Суханов.
В 1998 году газета Financial Times приписала идею камуфляжного паспорта некой Донне Уокер из Хьюстона. Уокер начала с того, что спросила посольство Шри-Ланки, есть ли у них всё ещё права на старое название страны «Цейлон», и узнав что нет, она сделала запрос в Государственный департамент США на тему — будет ли производство паспорта от имени острова Цейлон законным, но департамент не дал ей чёткого ответа «нет». Далее, Уокер изготовила сотни таких паспортов и продавала их через свою компанию «International Documents Service». Позже она описала свой «звёздный час» как время иракского вторжения в Кувейт, когда группа европейских нефтяных магнатов смогла использовать её документы, чтобы пройти через иракские контрольно-пропускные пункты и сбежать в Иорданию.
Известна история с обманом, когда индейцы, живущие в резервациях, из США продавали свои «особые» паспорта китайцам. Мошенники утверждали, что в США создаётся независимое индейское правительство и современные вожди краснокожих смогут выдавать иностранным подданным гражданство США при условии, что те согласятся жить в индейских резервациях США. Некоторые китайские инвесторы из Гонконга вложили в такое гражданство свои деньги. При этом сами индейцы наведывались в Гонконг не один раз, предъявляя свои вымышленные паспорта.

## Иные паспорта, используемые как камуфляжные
Помимо камуфляжных паспортов, существуют также фантастические паспорта, выдаваемые от имени выдуманных, никогда не существовавших государств или организаций, так же как камуфляжные иногда используют сувенирные паспорта или паспорта, не имеющие отношение к гражданству.
- Многие виртуальные государства продают специально свои паспорта, которые потом используют как камуфляжные[8].
- Есть паспорт граждан движения Новое словенское искусство (NSK), которые считают себя отдельными членами особой нации. Тем не менее, многие люди стали жертвой мошенников, купив паспорт NSK как реальный.
- Паспорт гражданина мира — документ, выдаваемый организацией World Service Authority (WSA) и признаваемый некоторыми странами.
- В туристических магазинах по всему миру продаются местные паспорта, не имеющие юридической силы, но очень похожие на реальные. Например, есть сувенирный паспорт канадской провинции Ньюфаундленд и Лабрадор, некоторые штаты США также выпускают свои сувенирные паспорта, но они обычно четко обозначены как сувениры.
- Паспорт посетителя ЭКСПО — сувенирный паспорт, который выдаётся посетителям выставки ЭКСПО и в который можно ставить визы-печати павильонов разных государств. Такой паспорт иногда выдают за реальный.[9][10]
- Бывают случаи, когда создаются организации граждан распавшихся стран, которые оспаривают с юридической точки зрения факт распада страны, они могут выдавать новодельные паспорта тех стран, которых уже нет, уверяя, что их нужно воспринимать как настоящие. Такие паспорта обычно покупают те, кто не хочет попадать под воздействие законов своих реальных стран: платить налоги, сборы, штрафы, кредиты. Известны факты выдачи новых паспортов Югославии и СССР. Разумеется, на официальном уровне такие «документы» никто не признает действительными.
- Иногда как паспорт выдают любой документ, похожий на паспорт, обычно на иностранном языке.